# Jonas Žnidaršič
Jonas Žnidaršič, slovenski igralec, televizijski in radijski voditelj, * 30. januar 1962, Novo mesto.
Je 14-kratni dobitnik viktorja, edine slovenske nagrade za dosežke v medijih in popularni kulturi, s čimer drži prvo mesto med vsemi dosedanjimi nagrajenci. Leta 2022 se je vključil v politiko in postal član Socialnih demokratov. Na volitvah ni bil izvoljen za poslanca, a je junija istega leta postal nadomestni poslanec v Državnem zboru Republike Slovenije.

## Življenjepis
Obiskoval je gimnazijo Ivana Cankarja (današnja Gimnazija Jožeta Plečnika v Ljubljani), kjer je obiskoval program z več matematike. Na republiškem matematičnem tekmovanju srednješolcev se je uvrstil na 2. mesto, visoko mesto je dosegel tudi na državni (jugoslovanski) ravni. Zaradi prevelike količine neopravičenih ur se je moral prepisati na Gimnazijo Vič, kjer je maturiral.
Septembra 1981 se je vpisal na Fakulteto za naravoslovje in tehnologijo v Ljubljani, a je študij matematike kmalu opustil. Diplomiral je iz dramske igre na AGRFT.
Medijskemu občinstvu je najbolj poznan kot sodelavec Radia Študent (priljubljene interpretacije Shakespearovih tragedij v sezoni 1987/1988), Radia Gama MM (voditelj v vlogi alter ega Tonija Božanskega), RTV Slovenije (voditelj oddaje Videošpon, leta 2007 Milijonar z Jonasom) in POP TV-ja (Brez zavor, Lepo je biti milijonar). Vodil je oddajo Kaj dogaja? (2019-2020) in kviz Piramida sreče (2021).
V svojem življenju se je ukvarjal z različnimi stvarmi: računalništvom, glasbo (interpretacija skladbe Samo tij z Vladom Kreslinom), je kvartopirec in igralec biljarda. Med letoma 1992 in 2005 je imel biljardni klub v Ljubljani. V začetku devetdesetih je imel kratek čas revijo Ž.
Od pomladi 2007 sodeluje pri spletnem portalu Vest, je en od voditeljev osrednje informativne oddaje Vesti na Vesti, vodi filmsko oddajo Kinotožje in skrbi za računalniško opremo ter korak s časom.

### Politika
Leta 2022 je neuspešno kandidiral za poslanca na volitvah v državni zbor kot kandidat stranke Socialni demokrati. Ker je bila Tanja Fajon imenovana na mesto ministrice za zunanje zadeve, je Žnidaršiču pripadlo mesto nadomestnega poslanca, ki ga je zasedel 9. junija 2022.

## Osebno življenje

### Poker
Žnidaršič je soustanovitelj "ljubljanske šole pokra", ki deluje od pomladi 1998 in je vzgojila številne slovenske pokeraše.
Leta 2006 je kot prvi Slovenec nastopil na svetovnem prvenstvu v pokru WSOP ("World Series Of Poker: Main Event"), ki je potekalo od 28. julija do 10. avgusta v Las Vegasu. Prijavnina za sodelovanje na prvenstvu je znašala 10.000 $, prislužil pa si jo je na "freeroll" turnirju na spletni igralnici "Paradise Poker". Nastopil je na tekmovanju "Main Event", kjer je sodelovalo prek 8000 igralcev. Jonas je nastopil 31. julija, a se v nadaljevanje ni uvrstil.

## Stališča
Stališča o televiziji
Ko so jeseni 2008 začeli predvajati prvo slovensko telenovelo Strasti, v kateri igra dr. Vasjo, je Jonas o resničnostnih šovih povedal: "Vsakemu tisto, kar mu gre. Izvoli in glej resničnostni šov, če ga potrebuješ! Sedi, prižgi televizijo in je ne ugasni, dokler se ga ne nagledaš! Jaz te potrebe ne čutim in marsikdo z menoj tudi ne."
Televizije ne gleda več veliko in ga smatra za mrtev medij, odkar je odkril splet.

## Filmografija
| Leto | Naslov                        | Vloga               | Ostali podatki       |
| 2022 | Dedek gre na jug              | Vodja kriminalistov |                      |
| 2016 | Več po oglasih                |                     | avtor                |
| 2011 | Kruha in iger                 | Jos Bauer           |                      |
| 2010 | Prepisani                     | Brat Janez          | spletna nadaljevanka |
| 2008 | Strasti                       | dr. Vasja           | telenovela           |
| 2008 | Vampir z Gorjancev            |                     |                      |
| 2002 | Varuh meje                    | varuh meje          |                      |
| 1993 | Oko za oko                    |                     |                      |
| 1992 | Triangel                      |                     |                      |
| 1990 | Ječarji                       | inšpektor           |                      |
| 1990 | Do konca in naprej            | študent             |                      |
| 1980 | Na svidenje v naslednji vojni | domobranec          | trije bežni kadri    |